# Tagant
Tagant (arabiska: ولاية تكانت) är en region (wilaya) i centrala Mauretanien. Huvudort är Tidjikdja. Den gränsar till regionen Adrar i norr, Hodh Ech Chargui i öst, Hodh El Gharbi och Assaba i söder och Brakna i väst. Regionen hade 114 760 invånare vid folkräkningen år 2023.
Tagant är indelat i tre departement (moughataa).
| Departement (moughataa) | Folkmängd (2023) | Kommuner |
| ----------------------- | ---------------- | --- |
| Moudjeria               | 57 936           | - Moudjeria (3 004 invånare) - Tamourt Neaj (30 545 invånare) - Soudoud (24 387 invånare)                                                            |
| Tichit                  | 4 490            | - Tichit (3 331 invånare) - Lekhcheb (1 159 invånare)                                                                                                |
| Tidjikdja               | 52 334           | - Tidjikdja (19 386 invånare) - Elwahat (8 495 invånare) - Nimlane (9 595 invånare) - Boubakar Ben Amer (10 469 invånare) - Lehsira (4 389 invånare) |